# Prumnopitys
Prumnopitys je rod jehličnatých rostlin z čeledi nohoplodovité. Jsou to stálezelené stromy s dvouřadě rozloženými plochými jehlicemi. Samčí šištice jsou jednotlivé nebo v klasech. Plody jsou kulovité, tvořené semenem v dužnatém obalu. Rod zahrnuje v převládajícím taxonomickém pojetí 9 druhů a je rozšířen v Jižní Americe, Novém Zélandu, Nové Kaledonii a východní Austrálii. Ve studii z roku 2019 byla větší část druhů přeřazena do nového rodu Pectinopitys.
Některé druhy jsou v Jižní Americe a na Novém Zélandu těženy pro kvalitní dřevo. Novozélandský druh Prumnopitys ferruginea má význam v domorodé medicíně.

## Popis
Zástupci rodu Prumnopitys jsou hustě větvené stromy, dorůstající výšky až 60 metrů. Borka je vláknitá, hladká, rezavá až žlutohnědá, ve stáří více méně odlupčivá v hranatých plátcích. Listy jsou spirálně uspořádané, dvouřadě rozložené, zploštěle čárkovité, jednožilné. Samčí šištice jsou úžlabní, buď jednotlivé nebo shloučené v šupinatém klasu. Semena jsou celá obalená dužnatou sarkotestou a vyrůstají buď jednotlivě při konci větévek, nebo ve skupinách na šupinatých nebo olistěných výhonech.

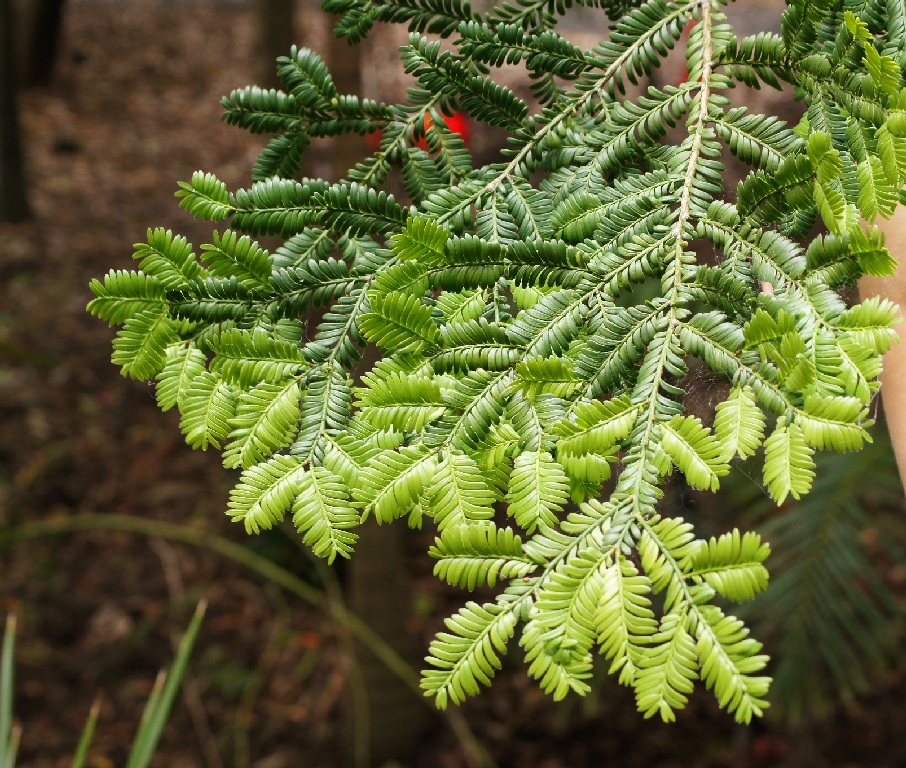
Větévka Prumnopitys (Pectinopitys) ladei
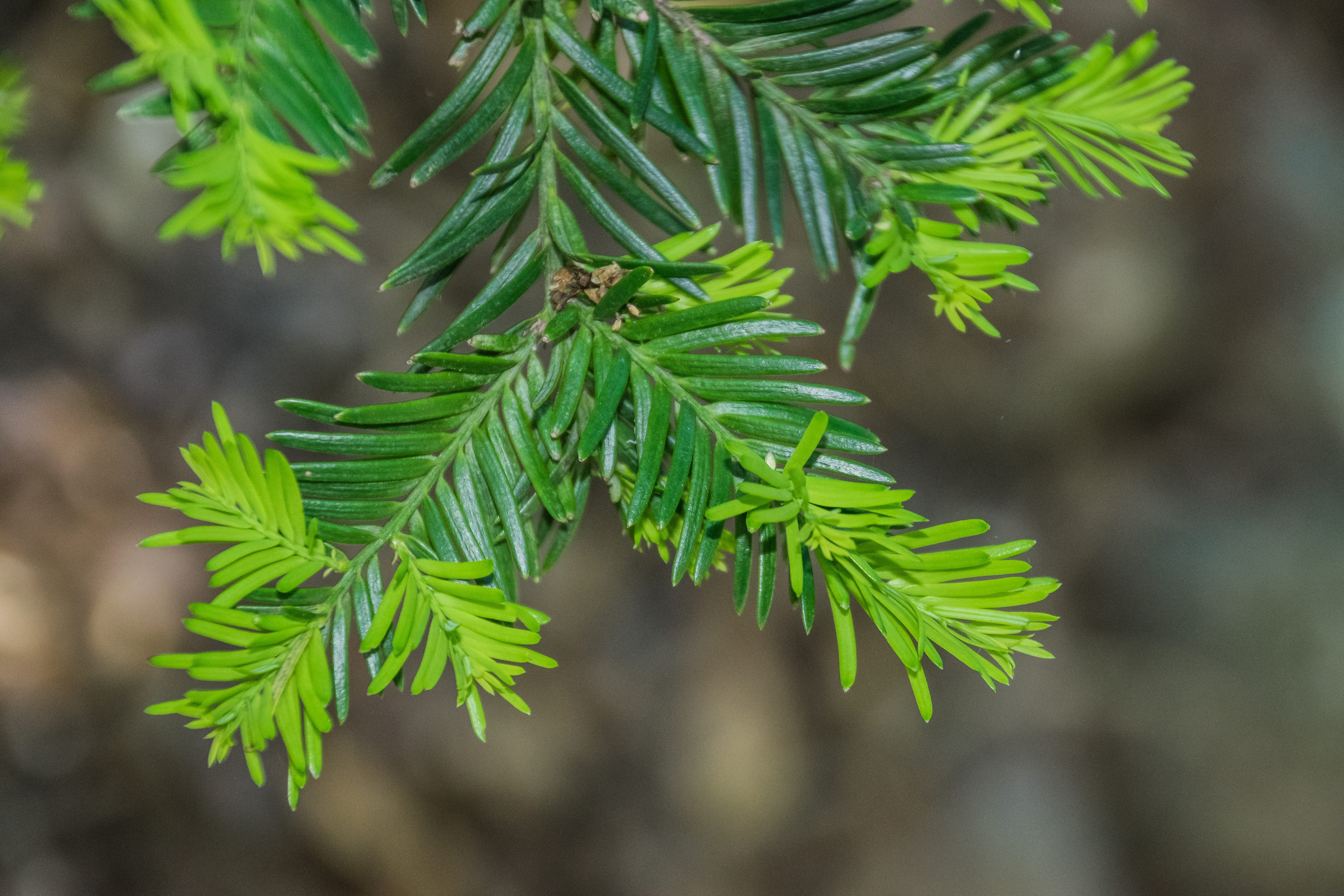
Detail olistění Prumnopitys andina
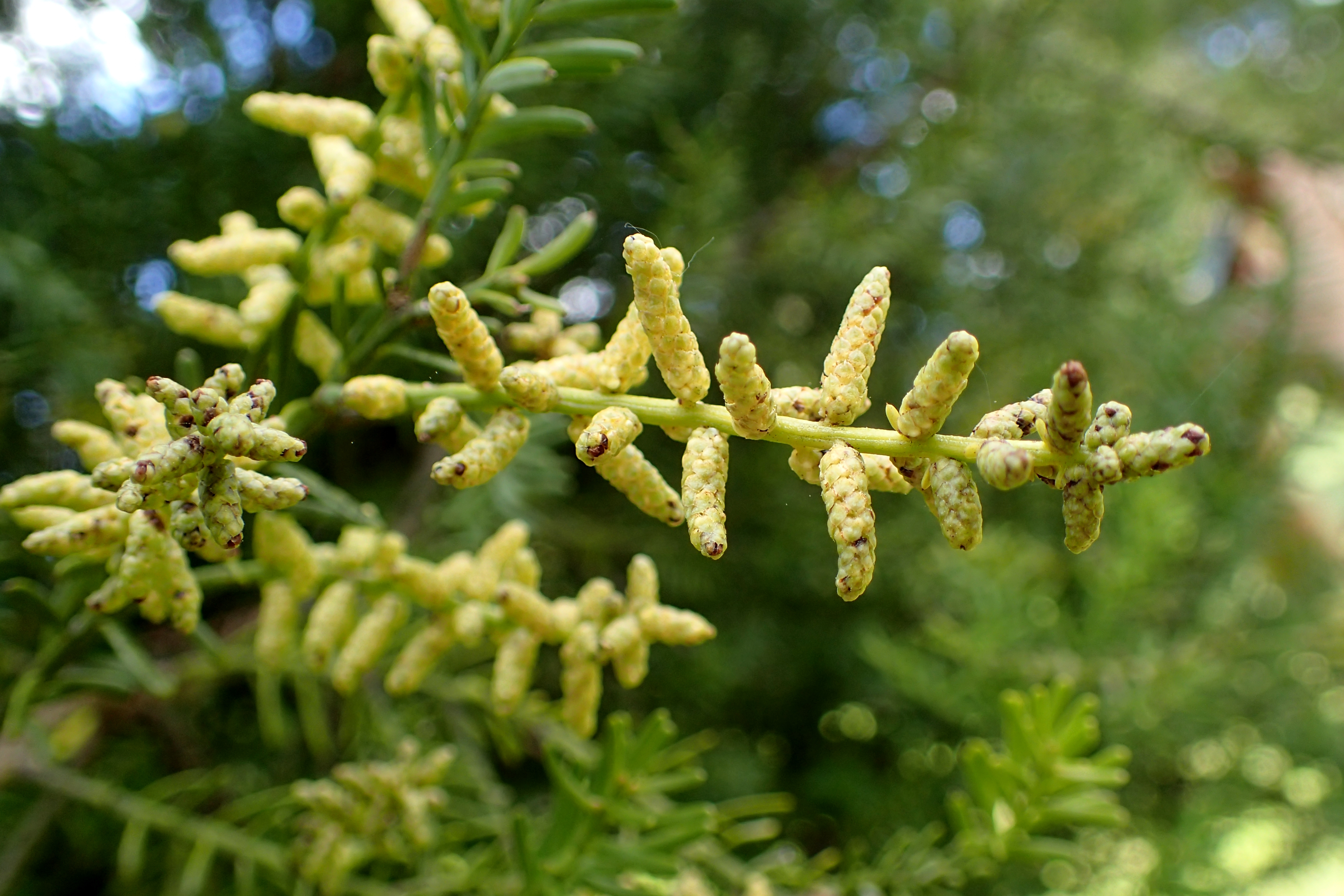
Samčí šištice Prumnopitys taxifolia
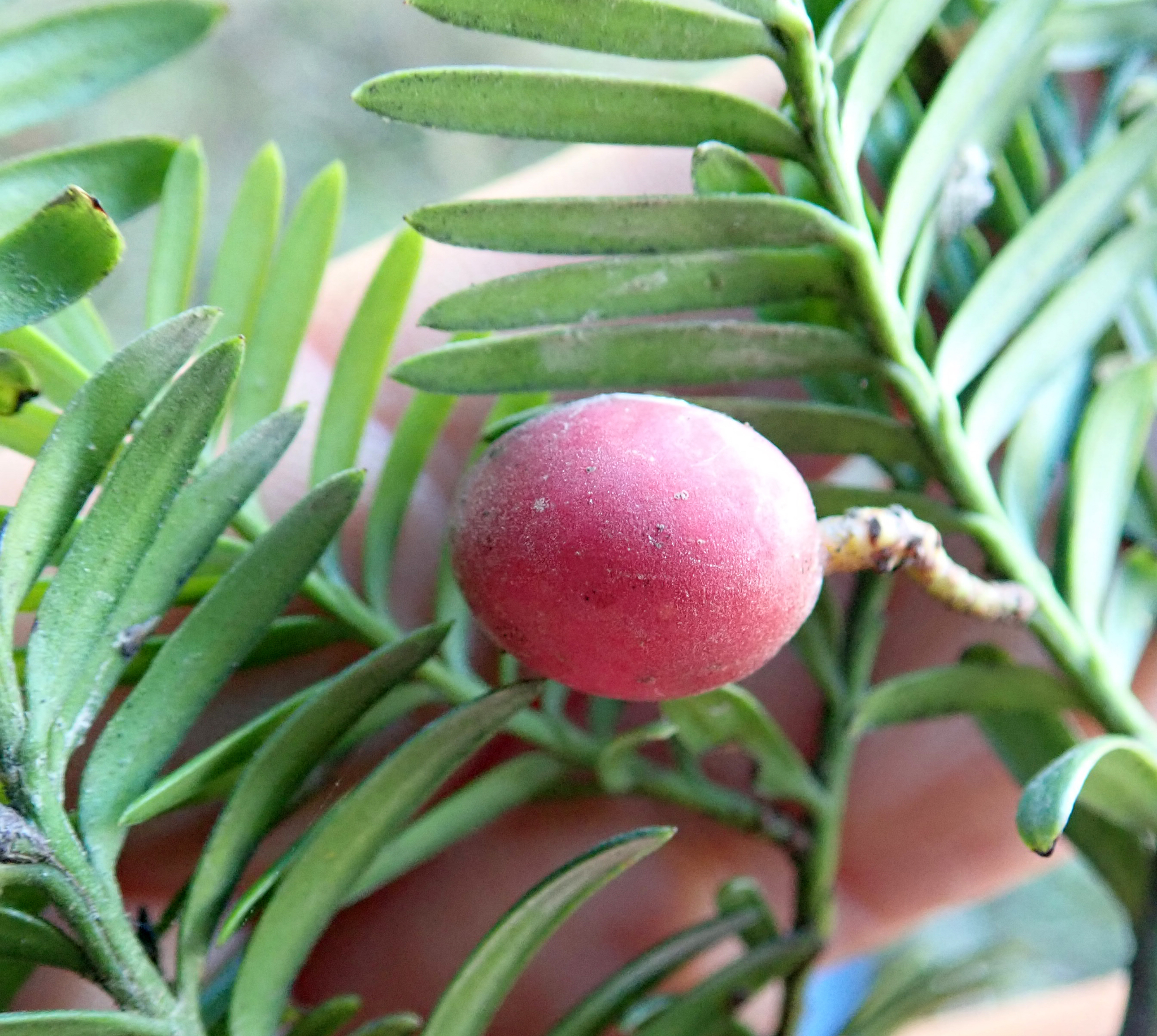
Plod Prumnopitys (Pectinopitys) ferruginea

## Rozšíření
Do rodu Prumnopitys je (v převažujícím taxonomickém pojetí) řazeno 9 druhů. Rozšíření je výrazně disjunktní. Celkem 5 druhů roste v Jižní Americe, dva na Novém Zélandu, jeden ve východní Austrálii a jeden na Nové Kaledonii. Některé druhy jsou endemity relativně nevelkých území.
Druh Prumnopitys montana vystupuje v jihoamerických Andách až do nadmořských výšek okolo 3600 metrů.

## Prehistorie
Fosílie rodu Prumnopitys jsou známy i ze severní polokoule. Z jižní Anglie byl popsán druh †Prumnopitys anglica, pocházející z období eocénu.

## Taxonomie
V roce 1989 byl druh Prumnopitys amara (jihovýchodní Asie a Austrálie) přeřazen do samostatného rodu Sundacarpus.
V roce 2019 byla vydána taxonomická studie, která na základě předchozích fylogenetických výzkumů pojímá rod Prumnopitys úzce a zahrnuje do něj pouze 3 druhy (P. andina, P. montana a P. taxifolia), zatímco ostatní druhy přeřazuje do nového rodu Pectinopitys. Toto pojetí dosud nebylo všeobecně akceptováno.

## Význam
Stromy rodu Prumnopitys jsou podobně jako jiné dřeviny čeledi nohoplodovité vyhledávány a těženy pro kvalitní dřevo.
Dřevo Prumnopitys ferruginea je na Novém Zélandu známo pod názvem miro. Někdy má velmi pohlednou kresbu. Je využíváno zejména jako stavební dřevo a na podlahy. Dřevo P. taxifolia je hnědě zbarvené, těžké a tvrdé, s atraktivní kresbou. Je známo pod názvem matai. Není příliš odolné vůči povětrnostním vlivům a je ceněno zejména na podlahy.
V Jižní Americe patří mezi ekonomicky významné druhy zejména Prumnopitys montana. Dřevo má široké pole využití v truhlářství i tesařství. Používá se ke stavbě domů, na držadla a násady zemědělského nářadí, podlahy a výrobu nábytku. Jádrové dřevo je rezavě hnědé a běl žlutá, čehož je využíváno v soustružnictví. Těží se také dřevo Prumnopitys harmsiana.
V Chile byl v minulosti rozsáhle těžen druh Prumnopitys andina.
Pryskyřice P. ferruginea je na Novém Zélandu používána jako insekticid, na rány a vředy. Olej slouží jako tonikum po horečnatých onemocněních. Kůra má antiseptický a svíravý účinek. Nálev z kůry se podává při bolestech břicha, nálev z listů a kůry při průjmech.
Druhy Prumnopitys ferruginea, Prumnopitys ladei a Prumnopitys taxifolia jsou uváděny ze sbírek Pražské botanické zahrady v Tróji. Některé druhy jsou lehce mrazuvzdorné (P. andina až do zóny odolnosti 8, tedy do −12 °C), v podmínkách střední Evropy je však není možno pěstovat celoročně venku.

## Přehled druhů a jejich rozšíření
- Prumnopitys andina – střední Chile (podle nepotvrzených údajů i přilehlé oblasti Argentiny), poříční údolní lesy
- Prumnopitys exigua (syn. Pectinopitys exigua) – Bolívie, horské mlžné lesy
- Prumnopitys ferruginea (syn. Pectinopitys ferruginea) – Nový Zéland
- Prumnopitys ferruginoides (syn. Pectinopitys ferruginoides) – Nová Kaledonie
- Prumnopitys harmsiana (syn. Pectinopitys harmsiana) – jihoamerické Andy od Venezuely a Kolumbie po Bolívii, horské mlžné lesy
- Prumnopitys ladei (syn. Pectinopitys ladei) – severovýchodní Austrálie (Queensland), tropický deštný les
- Prumnopitys montana – Venezuela až Peru, horské lesy
- Prumnopitys standleyi (syn. Pectinopitys standleyi) – Kostarika, horské lesy
- Prumnopitys taxifolia – Nový Zéland[7]